# Ebonită
Ebonita este un material solid electroizolant și anticorosiv, obținut prin vulcanizarea cauciucului natural cu sulf, având diferite întrebuințări în industrie.
Este unul din primii polimeri folosiți pe scară largă la producerea discurilor de gramofon (discuri de ebonită), precum și în multe alte domenii, de exemplu la fabricarea unor subansamble componente ale prizelor, întrerupătoarelor și ale instrumentelor muzicale.
Un rol important îl mai are și azi în cazul aplicațiilor din învățământ la demonstrarea existenței sarcinii statice.